# أسود سيئ
أسود سيئ (بالإنجليزية: Bad Black)‏ هو فيلم أكشن كوميدي أوغندي إنتاج 2016 من إخراج وتأليف وإنتاج إسحاق جودفري جيفري نابوانا صاحب شركة واكاليوود وهو استوديو منخفض التكلفة للغاية في كامبالا ،أوغندا.

## وصلات خارجية
- أسود سيّئ على موقع IMDb (الإنجليزية)
- أسود سيّئ على موقع فيلمافينيتي (الإسبانية)
- أسود سيّئ على موقع قاعدة بيانات الفيلم (الإنجليزية)
- أسود سيّئ على موقع ليتربوكسد (الإنجليزية)
- أسود سيّئ على موقع كينوبويسك (الروسية)